# Walter Henneberger

Walter Henneberger, 1921

Oskar Walter Henneberger (* 19. Mai 1883 in Ennenda; † 15. Januar 1969 in Zürich) war ein Schweizer Schachspieler.
Walter Henneberger war der jüngere Bruder von Moriz Henneberger. 1904 und 1912 wurde er alleiniger Schweizer Meister, 1906, 1911 und 1914 teilte er den Titel. Vorwiegend in seiner aktiven Zeit komponierte er einige Schachaufgaben. 1916 gewann er gegen Emanuel Lasker bei dessen Simultanvorstellung in Zürich.
International ist Henneberger eher wenig in Erscheinung getreten. 1928 nahm er an der Amateurweltmeisterschaft der FIDE teil, belegte dort aber mit 3 aus 15 Punkten abgeschlagen den 16. und letzten Platz.
In der ersten Hälfte der 1930er-Jahre siegte er je einmal gegen Ossip Bernstein und Aaron Nimzowitsch.

## Beispielpartie
1934 gewann Henneberger eine in der deutschen Schachliteratur berühmt gewordene Partie gegen Erich Eliskases, in der er eine Kombination seines Gegners widerlegen konnte.
|   | a | b | c | d | e | f | g | h |   |
| 8 |   |   |   |   |   |   |   |   | 8 |
| 7 |   |   |   |   |   |   |   |   | 7 |
| 6 |   |   |   |   |   |   |   |   | 6 |
| 5 |   |   |   |   |   |   |   |   | 5 |
| 4 |   |   |   |   |   |   |   |   | 4 |
| 3 |   |   |   |   |   |   |   |   | 3 |
| 2 |   |   |   |   |   |   |   |   | 2 |
| 1 |   |   |   |   |   |   |   |   | 1 |
|   | a | b | c | d | e | f | g | h |   |

Eliskases vermeinte, einen forcierten Gewinnweg gefunden zu haben:
23. Td5xe5
Das gewinnt zwei Leichtfiguren gegen einen Turm, aber werden nun die schwarzen Türme gefährlich. Eliskases glaubte jedoch, zuerst zu kommen.
23. … Td8–d1+
24. Kg1–h2 f6xe5
25. Tf4xg4 Tf8–f1
Nun kann Weiss das drohende Matt auf h1 nur durch Figurenopfer decken. Es folgte der Gegenangriff:
26. Le4–d5+
Auf 26. … Kg8–f8? 27. Tg4–f4+!! nebst Turmtausch (27. … e5xf4?? 28. Dc3–h8#) oder 26. … Kg8–g7? 27. Dc3xe5+ De7xe5 28. Lb2xe5+ Kg7–h6 29. Tg4–h4+ wehrt Weiss die Mattdrohung ab und gewinnt mit seinem Materialvorteil.
26. … De7–f7!!
Henneberger fand die einzige Parade. Durch das Damenopfer wird der weisse Widerstand gegen die Mattdrohung gebrochen. Nun hätte Eliskases seinerseits mit einem Turmopfer die Partie retten können, der folgende weisse Zug ist ein schwerer Fehler:
27. Ld5xf7+?? Kg8–f8!
Es gibt kein Schach mehr – Eliskases gab angesichts des Matts auf h1 auf. Er hätte jedoch mit dem Räumungsopfer 27. Tg4xg6+! Kg8–f8! 28. g3–g4 die Mattdrohung aufheben und das Remis sichern können: Nach 28. … Df7xg6 hat der Schwarze zwar zwei Qualitäten mehr, 29. Dc3xe5 führt aber forciert zum Remis, es droht Dauerschach, eingeleitet mit Db8+, das starke Läuferpaar schneidet dem schwarzen König die Fluchtfelder auf den Königsflügel ab.